# Joanna Domańska (aktorka)
Joanna Domańska (ur. 19 stycznia 1970 w Białymstoku) – polska aktorka filmowa, telewizyjna, teatralna i dubbingowa.

## Życiorys
W 1996 ukończyła Państwową Wyższą Szkołę Filmową, Telewizyjną i Teatralną w Łodzi. W czasie pierwszego roku studiów zadebiutowała na wielkim ekranie, grając w filmie Wszystko co najważniejsze, wyreżyserowanym przez Roberta Glińskiego. Na drugim i trzecim roku była aktorką Teatru Nowego w Łodzi.

## Filmografia
- 1992: Wszystko co najważniejsze
- 1996: Historia o proroku Eliaszu z Wierszalina
- 1997: Boża podszewka – jako dziewczyna z kwiatami
- 1997: Klan – jako lekarz diabetolog w El-Medzie
- 2000: Miasteczko
- 2000: Adam i Ewa – jako pracownica Prokuratury i Sądu Rejonowego
- 2002: Samo życie – jako pielęgniarka w szpitalu, w którym pracuje doktor Barbara Kornacka
- 2002: M jak miłość – jako Żalska
- 2002: Lokatorzy
- 2002–2003: Kasia i Tomek – jako kelnerka (głos) / Karolina
- 2004: Całkiem nowe lata miodowe – jako uczestniczka balu
- 2010: Klub szalonych dziewic – jako rozwodząca się klientka Joanny
- 2013: Na krawędzi – jako Ewa
- 2013: Prawo Agaty – jako lekarka (odc. 53)

## Role teatralne
- 1995: „Giewont” – Teatr Nowy, Łódź
- 1999–2003: „Klan Wdów” – Scena Prezentacje, Warszawa
- 2001: „Studio paniki Rolanda Topora” – Teatr Ochoty, Warszawa

## Dubbing
- 2021: Pinokio – Pinokio (odc. 1)
- 2007: Klub Winx – tajemnica zaginionego królestwa – Tharma
- League of Legends – Vayne Nocna Łowczyni
- 2004–2007: Świnka Peppa (wersja tv MiniMini)
- 2003: Klub Winx –
  - Dyrektor Faragonda (odc. 21–26),
  - Stormy (odc. 21–26)
- 2000–2004: Yu-Gi-Oh! – Mai Valentine
- 1997: Pokémon –
  - Marie (odc. 162),
  - Malachi (odc. 164),
  - Chigusa (odc. 166),
  - Lulu (odc. 173),
  - Aya (odc. 176),
  - Tamao (odc. 183, 226),
  - Mackenzie (odc. 201),
  - Madison (odc. 205),
  - Jasmine (odc. 208),
  - Mika (odc. 213),
  - Maya (odc. 216-217),
  - Cassidy (odc. 220-222),
  - Sumomomo (odc. 226),
  - Koume (odc. 226),
  - Calista (odc. 234),
  - Madeleine (odc. 244),
  - Clair (odc. 251-255),
  - Casey (odc. 261),
  - Max
- 1984–1987: O czym szumią wierzby
- 1973: Rabin Jakub